# Fever (1998)
Fever  ist eine österreichisch-deutsche Krimikomödie von Xaver Schwarzenberger aus dem Jahr 1998.

## Inhalt
Bei einem Autounfall stirbt der gemeinsame Sohn des Ehepaars Carl und Vera Sylvester, das weit über ihren Verhältnissen lebt und die sich seitdem auseinander gelebt haben. Carl finanziert seine Geliebte Lilli und ist der Spielsucht verfallen. Seine Ehefrau ist Stammkundin bei den Kunstauktionen des Dorotheums. Carl will den finanziellen Ruin seiner Firma zu einem Neustart mit seiner Frau nützen. Er bemerkt aber nicht, dass seine Frau bereits einen Vernichtungsfeldzug gegen ihn geplant hat.